# Pas ça
Pas ça est un épisode de la série télévisée d'animation Les Simpson. Il s'agit du cinquième épisode de la trente-quatrième saison et du 733e de la série.

## Synopsis
Dans cet épisode d'Halloween "Treehouse of Horror"... Homer et ses amis adolescents sont poursuivis par un clown tueur dans une parodie du roman Ça de Stephen King . Lorsqu'un clown maléfique, changeant de forme et pas drôle commence à manger les enfants de Kingfield, le jeune Homer et ses amis (Moe, Carl, Marge et le proprio des comics) doivent s'unir pour le détruire, ou mourir en essayant.

## Différence de la chronologie
Barney enfant est tué par Krusto. Parodie de la scene de Georgie.
Gary Chalmers, Seymour Skinner et Dewey Largo sont des jeunes délinquants. Similaire a Henry Bowers et les siens.
Moe est rocker et ventriloque.
Carl est cosmonaute.
Marge se marie avec le proprio des comics.
Bert et Lizzie qui sont des homologues de Bart et Lisa. Leurs parents sont Marge et le proprio des comics.
Marge est responsable dans la compagnie d'une société.
Homer est barman a la place de Moe et le bar est "D'ohs Tavern".
Jimbo, Dolph, Kearney et Nelson sont les victimes de meurtre par Krusto.
Krusto est l'homologue vilain de Krusty.
Les mômes de l'école Springfield sont des victimes de Krusto comme Rod Flanders, Database et Üter Zörker. Certain sont des homologues victimes de Krusto comme Otto Mann, Frank Grimes et les autres habitants qui sont jeunes.
Dr Hilbert en créature démoniaque illusion de Krusto.
Le proprio des comics est victime de meurtre de Krusto.
Kang et Kodos apparaissent a la fin de l'épisode avec les romans de Stephen King.

## Réception
Lors de sa première diffusion, l'épisode a attiré 3,40 million de téléspectateurs.